# Reincanto
Reincanto è un termine relativo alle teorie filosofiche e sociologiche  secondo le quali al periodo di «disincanto del  mondo», teorizzato da Max Weber e ripreso da Marcel Gauchet (Poilley, 1946) come tendenziale «esaurimento del regno dell'invisibile», sta seguendo nel mondo contemporaneo un capovolgimento del modo di intendere la realtà tale che si torni «alla riconciliazione del quantificabile col meraviglioso.»

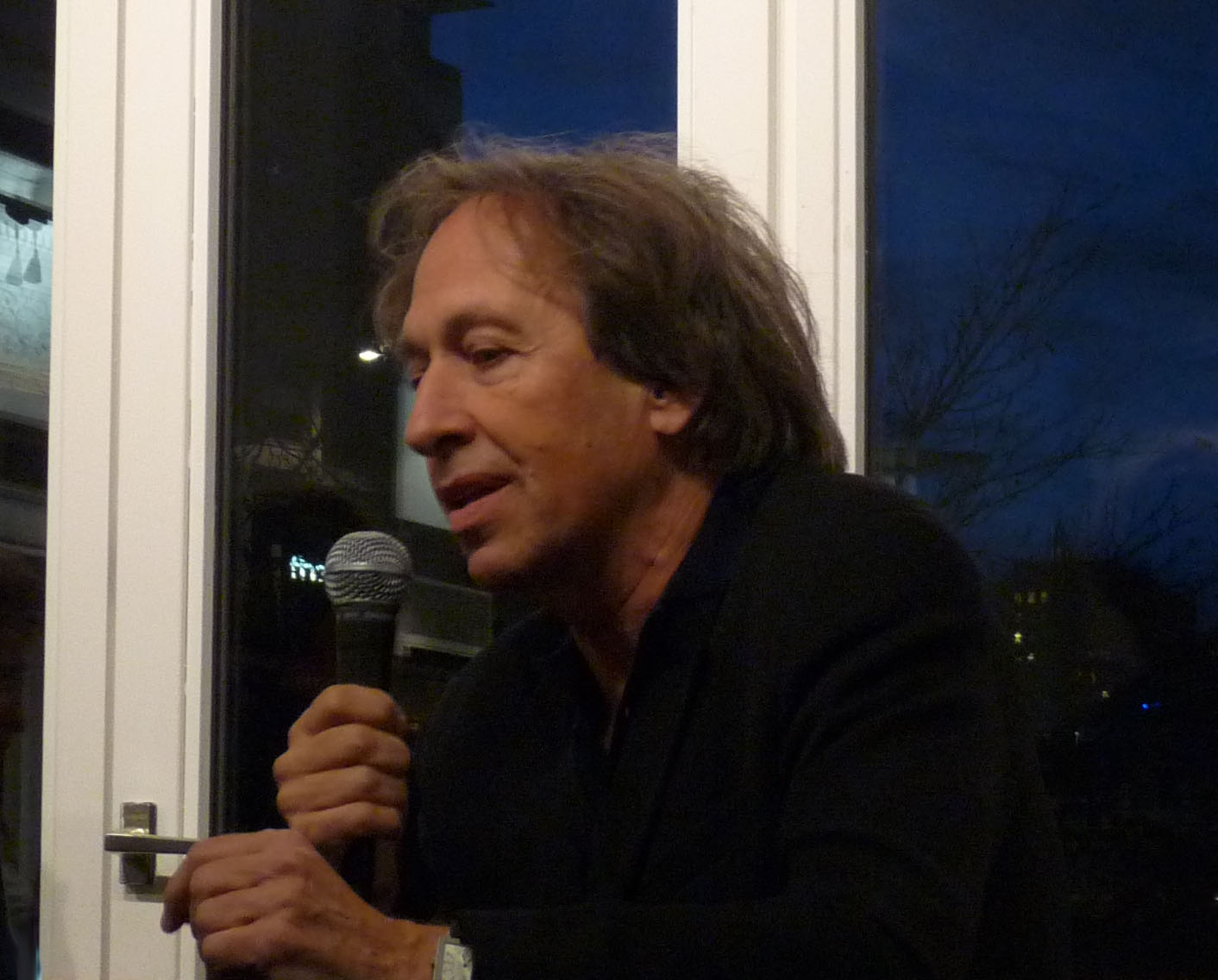
Pascal Bruckner

A proposito del pensiero weberiano riferito al disincanto, inteso come l'abbandono dell'uomo evoluto del senso del magico che porta alla perdita di quella «tecnica di salvezza» che permetteva di sopravvivere nella cruda realtà quotidiana, il saggista Pascal Bruckner introduce l'idea che ormai oggi vi sia un'inversione di interpretazione tale da poter parlare di re-incanto, di quello che altri autori chiamano de-secolarizzazione.
Partendo dall'analisi dei fenomeni dei «consumi di massa e di tutto quello connesso» ai metodi di marketing Pascal Bruckner afferma che si stia operando un ritorno ad una riunificazione del reale col magico, della razionalità illuministica con la fantasia romantica.
Egli scrive che oggi: «Siamo lontani dallo spirito del calcolo razionale che formava, secondo Max Weber, l'ethos degli albori del Capitalismo: la produzione mercantile viene messa al servizio di una magia universale, il consumismo culmina nell'animismo degli oggetti. Con l'opulenza ed i suoi corollari (gli svaghi ed il divertimento), una sorta di incantesimo a buon mercato viene messo a disposizione di tutti. I prodotti esposti in vendita nei nostri centri commerciali (...) non sono esseri inerti: vivono, respirano e, in quanto spiriti, possiedono un'anima ed un nome. Il ruolo della pubblicità è quello di dare loro una personalità attraverso una marca, di conferire loro il dono delle lingue, di trasformarle in piccole persone che parlano (...).»

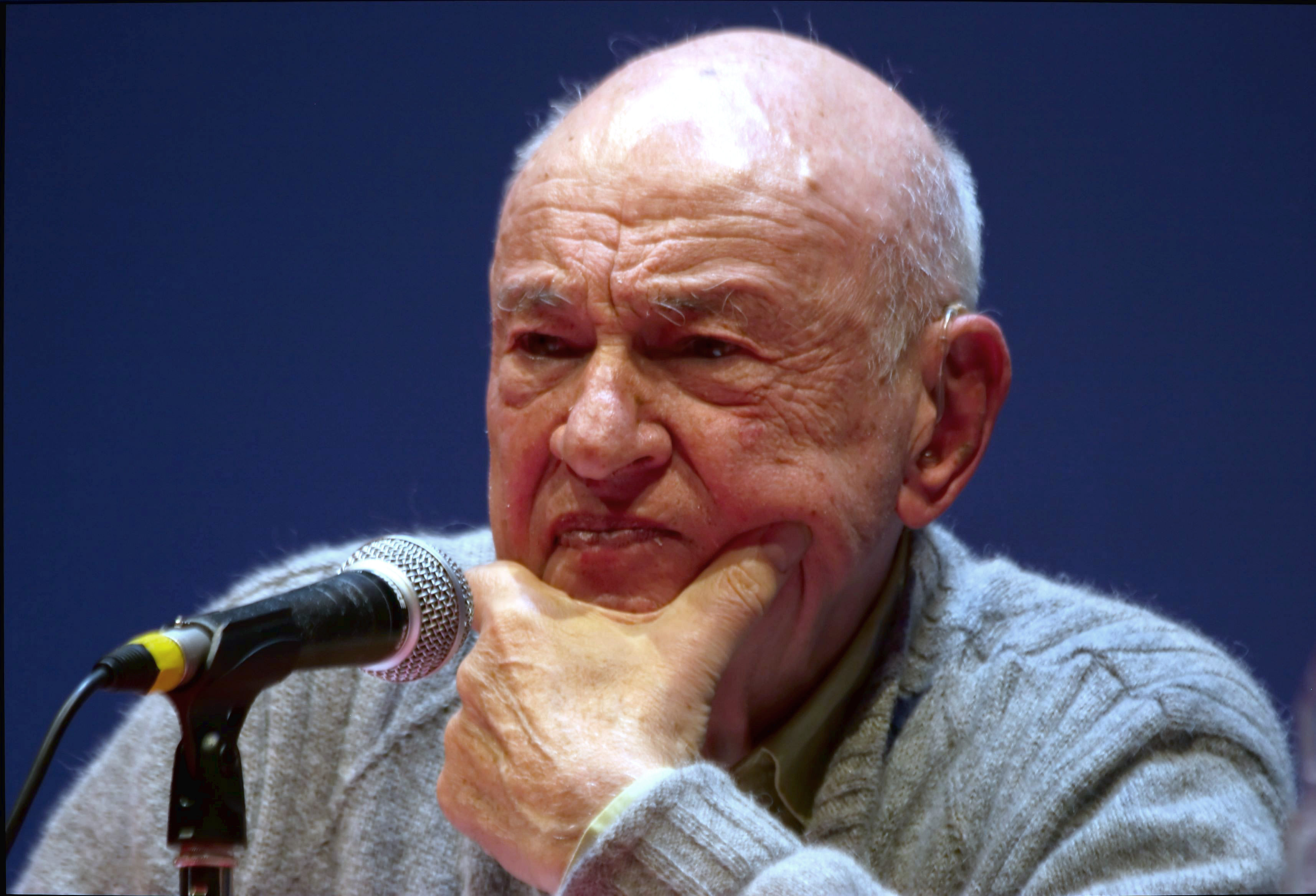
Edgar Morin

Prima ancora di Buckner al principio degli anni '60 il filosofo e sociologo francese Edgar Morin (Parigi, 1921) aveva ipotizzato l'esistenza di una cultura che voleva estendersi ad ogni uomo riferendosi a quel residuo mentale arcaico che ognuno conserva nella sua interiorità. Un progetto di una cultura, dunque, improntata a una specie di "neoarcaismo", ad un ritorno di quella mentalità "arcaica" con lo scopo di influenzare tutta l'umanità. 
Scrive Morin che «è proprio questo comune denominatore arcaico che richiama il neoarcaismo dei film, dei giochi, della musica. A queste determinazioni occorre aggiungerne un'altra: la cultura industriale si rivolge anche all'uomo nuovo delle società evolute, ma quest'uomo del lavoro molecolare e burocratizzato, chiuso nell'ambiente tecnico, macchina monotona delle grandi città, ha bisogno di evasione, e la sua evasione ricerca sia la giungla, la savana e la foresta vergine, sia i ritmi e le presenze della cultura arcaica. La reazione contro un universo astratto, quantificato, oggettivato, si attua mediante un ritorno alle scaturigini dell'affettività.»